# If This Is Love
«If This Is Love» es el sencillo debut de la banda británico-irlandesa The Saturdays extraído de su primer álbum Chasing Lights. Fue lanzado el 27 de julio de 2008 a través de Fascination Records y Polydor. El sencillo cuenta con un sample de la canción de 1982 Situation de Yazoo.

## Antecedentes
If This Is Love es una canción Electropop que cuenta con algunos rasgos de Synthpop
y New Wave, fue compuesta por Alison Moyet, Ina Wroldsen, Joe Belmaati, John Reid, Mich Hansen, Remee y Vince Clarke; y producida por Cutfather y Joe Belmaati. Además cuenta con la participación de la cantante Nabiha como corista. Una Healy dijo que la canción trata sobre "Una relación entre el amor y el odio donde 2 personas están enamorándose, pero tienen miedo de herirse."

## Recepción
La canción recibió generalmente críticas positivas. Nick Levine de Digital Spy le dio una revisión positiva diciendo: "El sencillo debut de la banda no es nada que Rachel Stevens no nos pudiera haber dado hace 3 años: Una pista electropop de medio tiempo con un coro memorable y un hábil sample de la canción Situation de Yazoo. Es un esfuerzo prometedor, aunque no está en la misma línea de otros debut como Sound Of The Underground (Girls Aloud) o Wannabe (Spice Girls).
Mike Barns de musicOMH también dio su crítica diciendo: "La pista en si es una canción de pop veraniega, con unas voces que suenan como si hubiesen sido lanzadas de un paracaídas sobre un ritmo dance. El coro es lo suficientemente agradable, aunque lo que levanta la canción es el sample de Yazoo. Esta claro que no ganara ningún premio, y es muy pronto para ver si serán las próximas Spice Girls o acaban como Vanilla. En fin, cualquier cosa que no implique cantar a ositos para nosotros está bien".

## Lista de canciones
| CD 1. "If This Is Love" (Radio Edit) — 2:59 2. "What Am I Gonna Do?" — 3:18 Descarga digital de iTunes 1. "If This Is Love" — 3:24 2. "If This Is Love" (Moto blanco Club Mix) — 7:45 |

## Funcionamiento en listas
El sencillo alcanzó el puesto #8 en los UK Singles Chart, obteniendo así su primer top 10. Además alcanzó el puesto #33 en los European Hot 100. Las chicas estaban muy contentas por su debut.
| Listas (2008)                  | Máxima posición |
| ------------------------------ | --------------- |
| European Hot 100               | 33              |
| Reino Unido (UK Singles Chart) | 8               |